# Етнічний націоналізм
Етнічний націоналізм — форма націоналізму, в якому нація визначається з погляду етнічної приналежності. Етнічний націоналізм завжди містить деякі елементи походження від попередніх поколінь і припускаються вимоги етнічного есенціалізму, тобто розуміння етнічності як сутності, яка залишається незмінною з плином часу.

## Значення поняття
Центральна тема етнічних націоналістів в тому, що «.. нації визначаються спільною спадщиною, яка зазвичай включає спільну мову, віру і загальне етнічне походження». Вона також включає ідею культури, що розподіляються між членами групи і з їхніми предками, і, як правило, спільну мову; однак вона відрізняється від чисто культурного визначення «нації» (яке дозволяє людям стати членами національної культурної асиміляції) і чисто лінгвістичного визначення. Геродот був першим, хто заявив про основні характеристики етнічної приналежності.
|  | «Здійснення ідеї етнічної серцевини вимагає більше зусиль і часу, зокрема суттєвих змін у самій ментальності народу, впровадження нової етики міжетнічних стосунків й особливо загального підвищення ролі культури в суспільстві. Такий шлях дійсно є більшою мірою ідеалістичним, на противагу громадянському патріотизмові, як реалістичнішому і здатному вже сьогодні виявити більші мобілізаційні можливості. Проте у останнього відсутня приваблива культурна перспектива. Якби чехи свого часу віддали перевагу реалізму та прагматизму і відмовилися від ідеалістичного задуму подолати німецьку культурну експансію, то вони б не були сьогодні тими, ким вони є — європейською нацією.» |

Традиційний антагоніст «громадянського націоналізму» — доктрини котра пропагує змінний націоналізм, як правило без дотримання культурних та мовних ознак, щодо країни громадянином котрої є на цей момент.

## Виноски
1. ↑  Василь Лісовий З передмови до книги Г. Касьянова «Теорії нації та націоналізму»